# Italienischer Militärfriedhof Breslau
Der Italienische Militärfriedhof Breslau ist eine Ruhestätte italienischer Soldaten und Kriegsgefangenen, die während der zwölften Isonzoschlacht bei Caporetto vom 24. bis 27. Oktober 1917 in die deutsche Kriegsgefangenschaft geraten und im Gefangenenlager gestorben sind.
Der Bau des Friedhofs auf dem Gelände eines Parks, auf dem sich auch der Grabiszyński-Friedhof befindet, begann im Jahre 1927, seine Kosten wurden vollständig von der italienischen Regierung getragen. Die Eröffnungsfeier fand am 2. November 1928 statt. Es sind die sterblichen Überreste von 1016 Soldaten beigesetzt, die im Gefangenenlager Breslau und in siebzig anderen Städten Niederschlesiens gestorben sind.
Am Ende des Jahres 1943 wurden noch 20 italienische Soldaten begraben, die nach dem vom von Marschall Pietro Badoglio am 8. September 1943 erklärten Waffenstillstand von den Nazis gefangen genommen und wahrscheinlich in Breslau erschossen wurden.
In der Mitte, wo sich die beiden Hauptwege kreuzen, steht ein vom Bildhauer Angelo Negretti entworfener Obelisk mit der Inschrift: Pax – L'Italia ai suoi figli caduti nella guerra mondiale MCMXV-MCMXVIII.

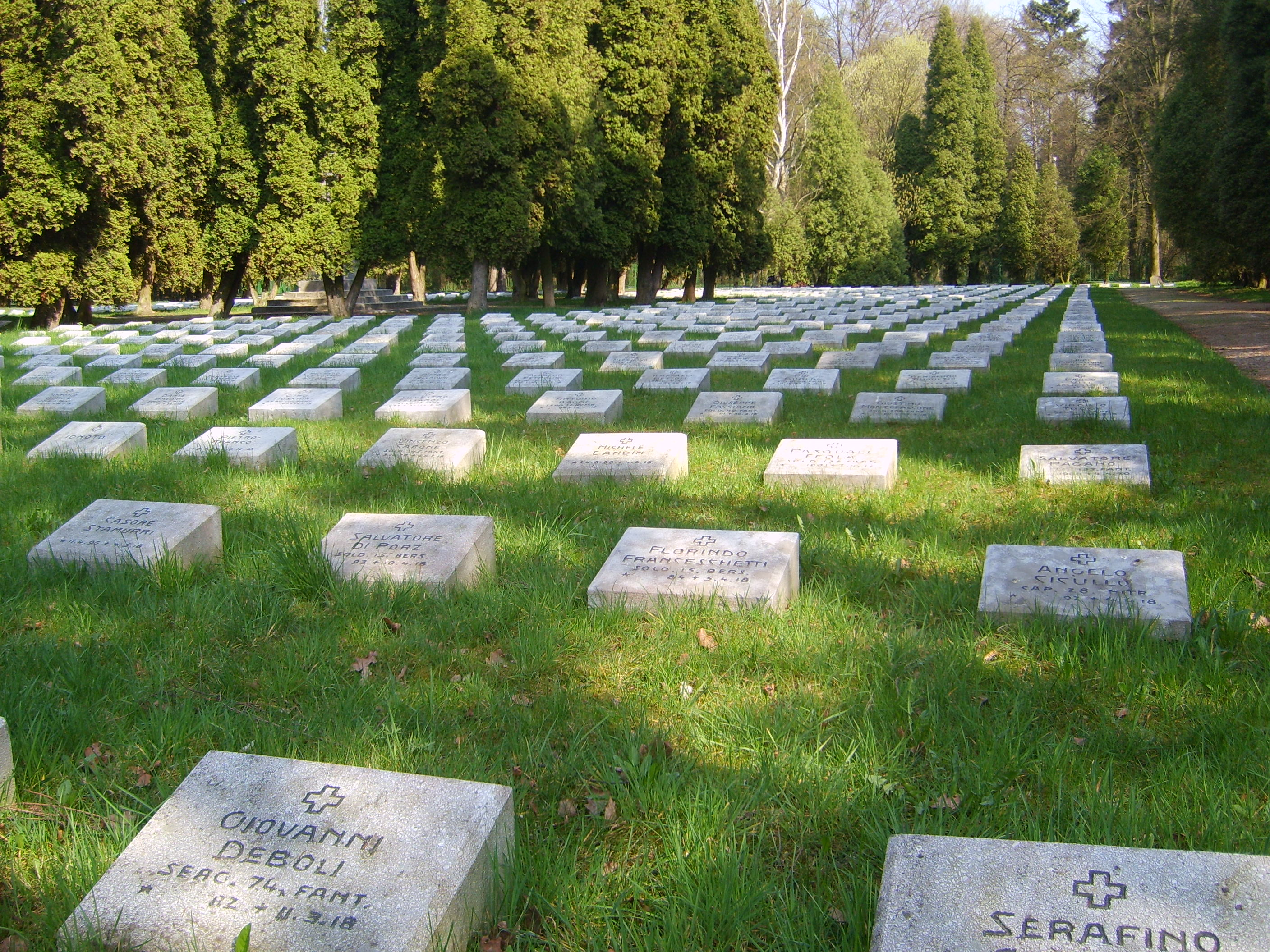
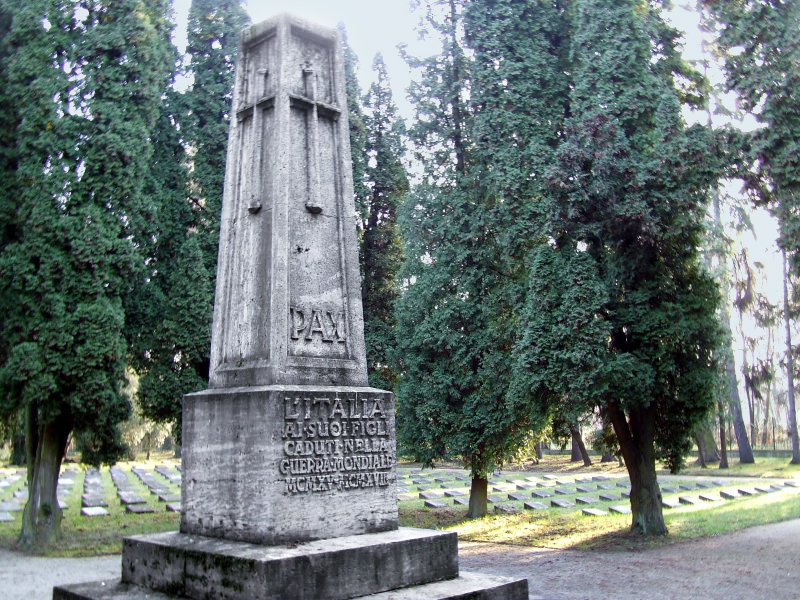
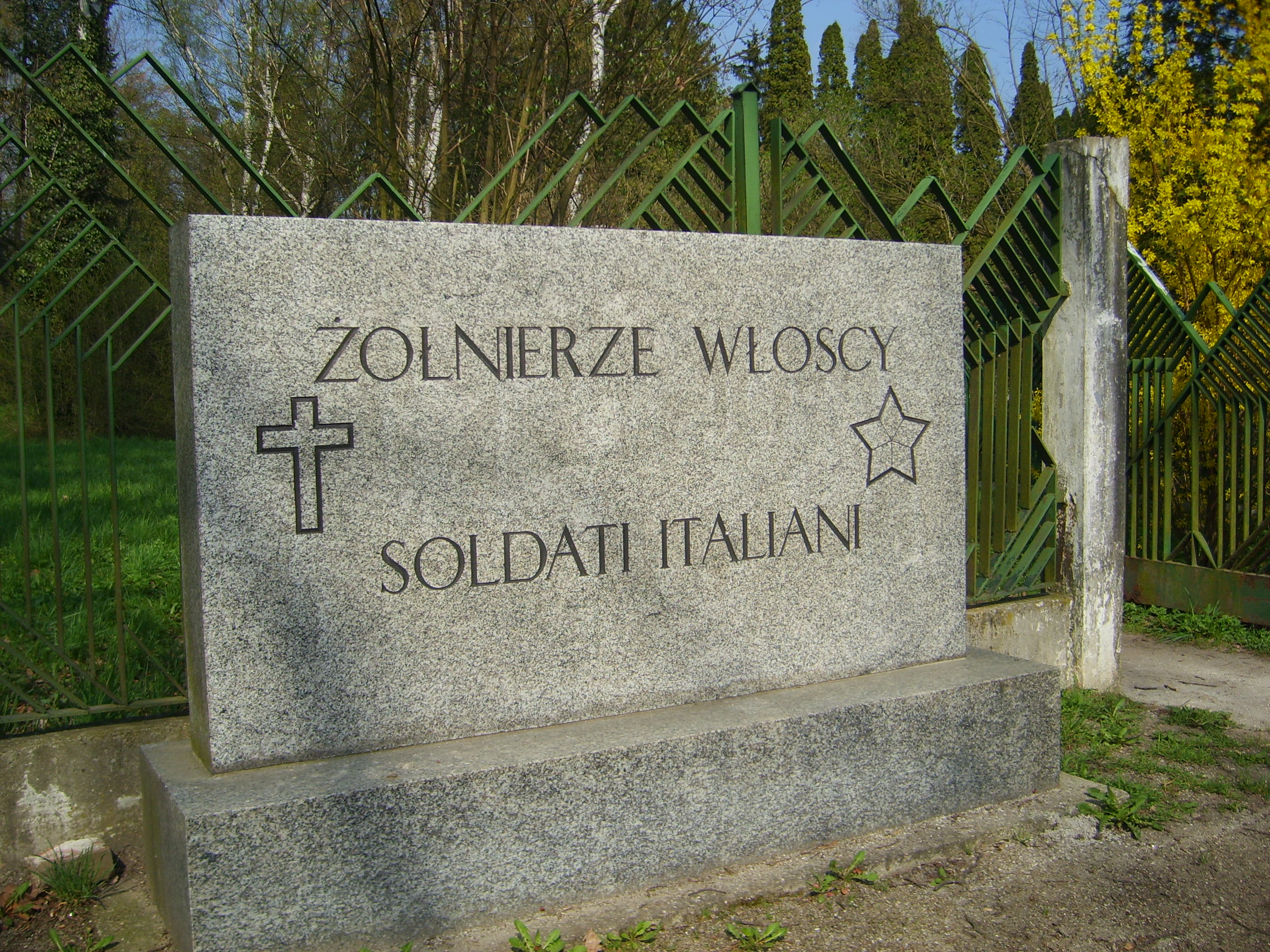
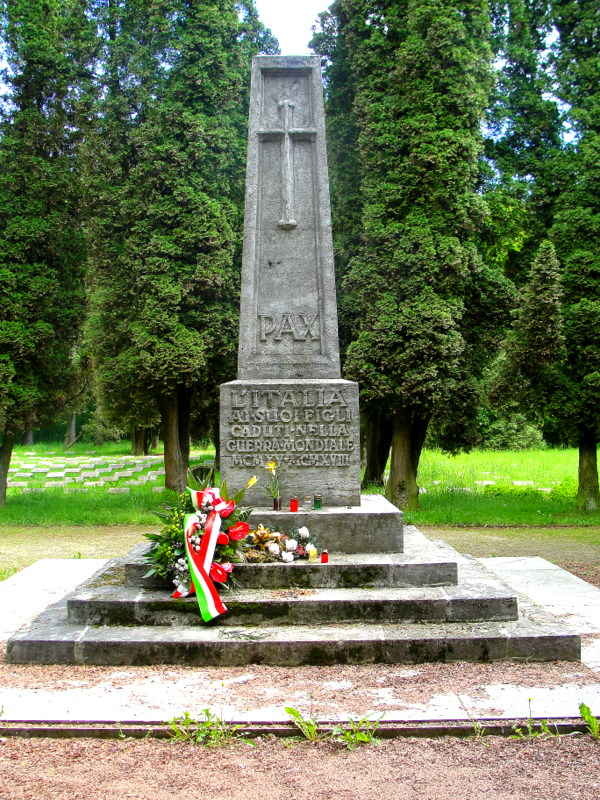
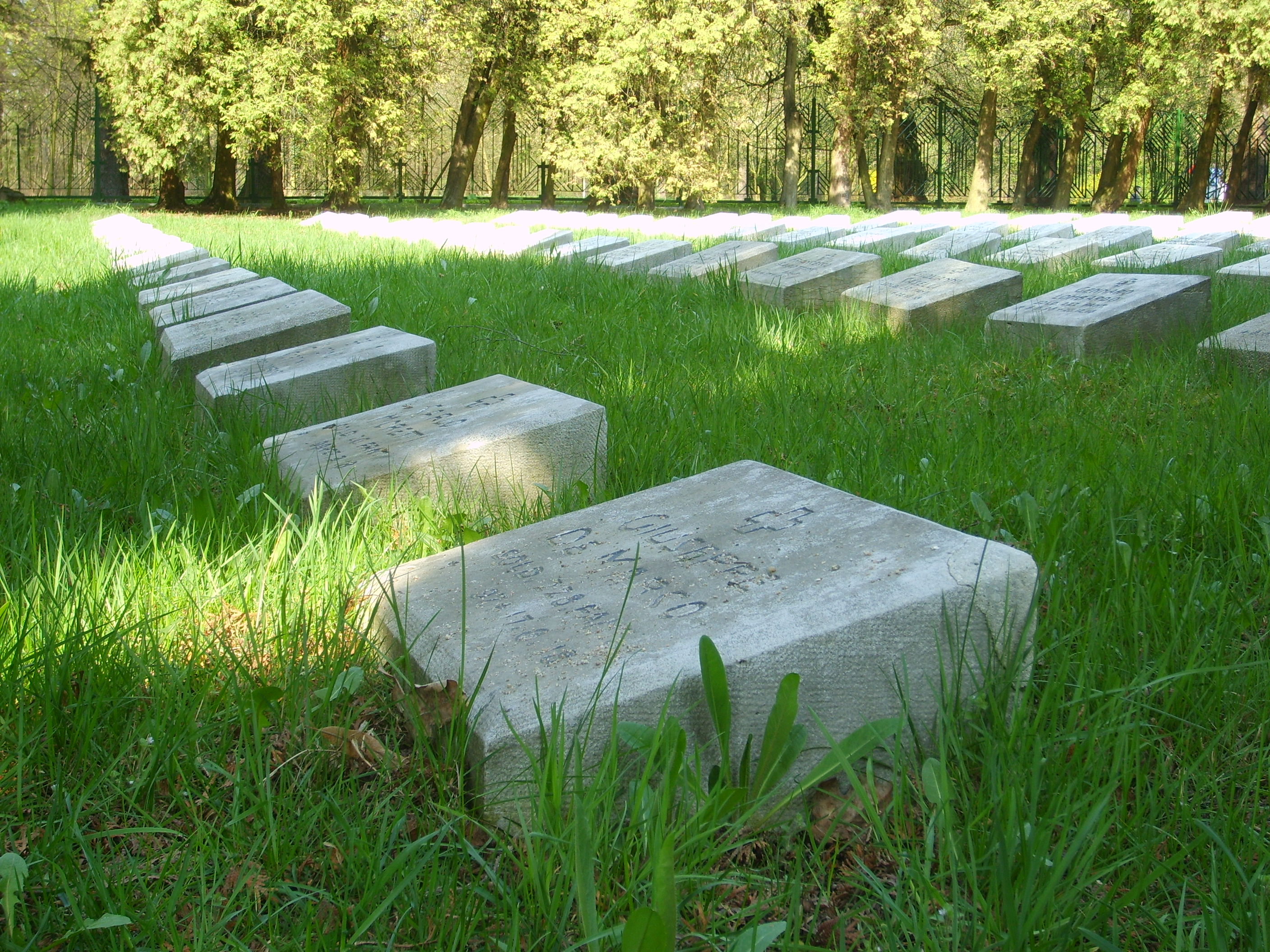